# Imagen (matemática)

Ejemplo de imagen: La imagen del conjunto X es el conjunto Y, porque todos sus valores son imagen de alguno del conjunto X. Imágenes particulares de los valores: la imagen de 1 será D, la de 2 será B, la de 3 será C y la de 4 será C también.

Ejemplo de Subconjunto imagen: Subconjunto imagen de X (D,B,A) dentro del conjunto Y (aquí Y no es imagen de X, porque no todos sus valores son imagen de algún valor del conjunto de X). Imágenes particulares de los valores: La imagen de 1 será D, la de 2 será B, la de 3 será A, y C no es imagen de nadie (no tiene antiimagen).

En matemáticas, la imagen, campo de valores o rango de una función {\displaystyle f\colon X\to Y\,}, también llamada la imagen de {\displaystyle X} bajo {\displaystyle f},  es el conjunto contenido en {\displaystyle Y} formado por todos los valores que puede llegar a tomar la función. 
Se puede denotar como {\displaystyle {\rm {{im}(f)\,}}}, {\displaystyle f(X)},  {\displaystyle \operatorname {Im} _{f}\,} o bien {\displaystyle I_{f}\,} y formalmente está definida por:
{\displaystyle \operatorname {Im} _{f}:=\left\{y\in Y\;|\;\exists x\in X,\;f(x)=y\right\}}
Adicionalmente, es posible hablar de la imagen de un elemento (del dominio) para hacer referencia al valor que le corresponde bajo la función. Esto es, si {\displaystyle f:A\to B} es una función, entonces la imagen del elemento {\displaystyle a\in A} es el elemento {\displaystyle f(a)\in B}.

## Diferencia con el codominio

El conjunto imagen siempre es un subconjunto del codominio.

Es importante diferenciar el concepto de codominio del concepto de conjunto imagen.
Si {\displaystyle f:X\to Y} es una función, al conjunto {\displaystyle Y} se le conoce como codominio, mientras que el conjunto imagen consta únicamente de los valores que realmente toma. 
Por ejemplo, la función {\displaystyle f:\mathbb {R} \to \mathbb {R} ,\ f(x)=x^{2}} tiene por codominio el conjunto {\displaystyle \mathbb {R} } (todos los números reales), pero como {\displaystyle x^{2}} nunca toma valores negativos, el conjunto imagen está formado únicamente por los números reales no negativos y se representa con el conjunto: 
{\displaystyle \operatorname {Im} _{f}=\{x\in \mathbb {R} :x\geq 0\}}
En general, el conjunto imagen es un subconjunto del codominio, y cuando el rango coincide con el codominio se dice que la función es  sobreyectiva o suprayectiva.